# Третій занасип
Третій зана́сип — місцевість Кременчука, розташована на сході його лівобережної частини.

## Розташування
Третій занасип межує: на заході з Чередниками, на півдні з Другим занасипом.

## Опис
Третій занасип — спальний район на окраїні міста. На північному сході місцевості знаходиться завод залізобетонних шпал, потрапити на який можна тільки через Третій занасип.
Транспорт який обслуговує мікрорайон: тролейбус 28А+, маршрутне таксі 13, 24, 28.
У мікрорайоні Третій Занасип знаходиться Укрпошта 18 (вул.Давида Кострова 73).